# Прапор русинів
Прапори русинів — символи, що використовуються русинами на зустрічах та конгресах. Єдиного прийнятого для усіх русинів прапора немає, оскільки общини русинів є у всіх Східній Європі. Ці прапори також використовуються прихильниками політичного русинства.

## Історія
Прапор сербських русинів був створений шляхом накладення на національний сербський триколор герба русинів — ведмедя, що дивиться на синьо-жовті лінії. Як прапор лемківських русинів було використано прапор лемків, на який іноді накладають герб русинів. Прапор підкарпатських та словацьких русинів було створено з використанням панслов'янських кольорів, де синя лінія складає 1/2 від розміру прапора, а червона та жовта — по 1/4. 

## Схожі прапори

Прапор Королівства Югославія
Прапор Сербії
Прапор Закарпатської області
Прапор лемків
Другий варіант прапора Лемків